# Eozubovskya koreana
Eozubovskya koreana is een rechtvleugelig insect uit de familie Dericorythidae. De wetenschappelijke naam van deze soort is voor het eerst geldig gepubliceerd in 1952 door Mishchenko.